# Прісцілла Дельгадо
Прісцілла Дельгадо (ісп. Priscilla Delgado; 31 березня 2002, Сан-Хуан, США) — іспанська акторка.

## Вибіркова фільмографія
- Амадор (2009)
- Абракадабра (2017)